# Copa Italia 2022-23
La Copa Italia 2022-23 (marcada como Coppa Italia Frecciarossa por motivos de patrocinio) fue la 76.ª edición de la copa nacional de fútbol italiano. El Inter de Milán era el campeón defensor y terminó reteniendo el título sellando un bicampeonato tras derrotar en la final a la Fiorentina. El ganador jugará la Supercopa de Italia contra el vencedor de la Serie A análoga a la edición.

## Sistema
Participan un total de 44 clubes: 20 clubes de la Serie A, 20 clubes de la Serie B, y 4 clubes pertenecientes a la Serie C.
Toda la competencia se lleva a cabo en eliminación directa, con partidos únicos en cada ronda, excepto las semifinales: estas últimas se dividen en ida y vuelta, con el criterio de desempate por goles de visita. En caso de empate al final del tiempo regular, el ganador se define en tiempo extra y eventuales penales.
Durante las rondas preliminares, para usar el factor de campo es el equipo con el número de marcador más bajo (determinado por un sorteo preliminar).

## Formato
Primera fase
- Ronda preliminar: 4 equipos de la Serie C y 4 equipos de la Serie B comienzan el torneo.
- Primera ronda: a los 4 ganadores se unen 16 equipos de la Serie B y 12 equipos de la Serie A.
- Segunda ronda: los 16 ganadores de la ronda anterior.

Segunda fase
- Octavos de final: a los 8 ganadores se unen los clubes de la Serie A como cabezas de serie 1-8
- Cuartos de final
- Semifinales
- Final

## Calendario
| Fase                 | Ronda            | Fecha                               |
| -------------------- | ---------------- | ----------------------------------- |
| Rondas eliminatorias | Ronda preliminar | 30 y 31 de julio de 2022            |
| Rondas eliminatorias | 1.ª ronda        | 5 al 8 de agosto de 2022            |
| Rondas eliminatorias | 2.ª ronda        | 18 al 20 de octubre de 2022         |
| Fase final           | Octavos de final | 10 al 19 de enero de 2023           |
| Fase final           | Cuartos de final | 31 de enero al 2 de febrero de 2023 |
| Fase final           | Semifinales      | 4 al 27 de abril del 2023           |
| Fase final           | Final            | 24 de mayo de 2023                  |

## Ronda preliminar
| 30 de julio del 2022 | Südtirol   | 1:3 (0:1) | FeralpiSalò                         | Stadio Druso, Bolzano                                   |                                                         |
| 18:00                | Voltan 55' | Reporte   | - Siligardi 34', 49' - Cernigoi 52' | Asistencia: 2.000 espectadores Árbitro(s): Luca Zufferi | Asistencia: 2.000 espectadores Árbitro(s): Luca Zufferi |

| 31 de julio del 2022 | Modena                                  | 3:1 (2:0) | US Catanzaro     | Stadio Alberto Braglia, Módena                               |                                                              |
| 20:30                | - Silvestri 2' - Diaw 45' - Magnino 75' | Reporte   | - Tentardini 59' | Asistencia: 4.616 espectadores Árbitro(s): Daniele Perenzoni | Asistencia: 4.616 espectadores Árbitro(s): Daniele Perenzoni |

| 31 de julio del 2022 | Bari                             | 3:0 (2:0) | Padova | Estadio Arechi, Salerno                                     |                                                             |
| 21:00                | - Botta 8' - Cheddira 16', 90+2' | Reporte   |        | Asistencia: 1.000 espectadores Árbitro(s): Federico Dionisi | Asistencia: 1.000 espectadores Árbitro(s): Federico Dionisi |

| 31 de julio del 2022 | Palermo                       | 3:2 (2:0) | Reggiana                            | Estadio Renzo Barbera, Palermo                              |                                                             |
| 21:00                | - Brunori 3', 40', 80' (pen.) | Reporte   | - Rosafio 57' (pen.) - D'Angelo 88' | Asistencia: 13.297 espectadores Árbitro(s): Daniele Rutella | Asistencia: 13.297 espectadores Árbitro(s): Daniele Rutella |

## Primera ronda
Un total de 32 equipos (4 ganadores de la ronda preliminar, los 16 equipos restantes de la Serie B y 12 equipos de la Serie A cabezas de serie 9-20) compitieron en esta ronda, 16 de los cuales avanzaron a la segunda ronda.
| 5 de agosto de 2022 | Cagliari                                      | 3:2 (1:1) | Perugia                        | Unipol Domus, Cagliari                                      |                                                             |
| 17:45               | - Altare 2' - Lapadula 80' (pen.) - Viola 89' | Reporte   | - Melchorri 32' - Di Serio 67' | Asistencia: 6.305 espectadores Árbitro(s): Matteo Gualtieri | Asistencia: 6.305 espectadores Árbitro(s): Matteo Gualtieri |

| 5 de agosto de 2022 | Udinese                               | 2:1 (1:0) | FeralpiSalò       | Stadio Friuli, Udine                                       |                                                            |
| 18:00               | - Deulofeu 12' (pen.) - Success 45+3' | Reporte   | - Siligardi 45+3' | Asistencia: 2.962 espectadores Árbitro(s): Francesco Cosso | Asistencia: 2.962 espectadores Árbitro(s): Francesco Cosso |

| 5 de agosto de 2022 | Lecce                            | 2:3 (2:3, 0:0) (t. s.) | Cittadella                         | Stadio Via del Mare, Lecce                                  |                                                             |
| 21:00               | - Strefezza 61' - Colombo 105+1' | Reporte                | - Asencio 73' - Tounkara 93', 100' | Asistencia: 15.857 espectadores Árbitro(s): Gianpiero Miele | Asistencia: 15.857 espectadores Árbitro(s): Gianpiero Miele |

| 5 de agosto de 2022 | Sampdoria           | 1:0 (0:0) | Reggina | Stadio Luigi Ferraris, Génova                                       |                                                                     |
| 21:15               | - Sabiri 11' (pen.) | Reporte   |         | Asistencia: 14.893 espectadores Árbitra: Maria Sole Ferrieri Caputi | Asistencia: 14.893 espectadores Árbitra: Maria Sole Ferrieri Caputi |

| 6 de agosto de 2022 | Pisa          | 1:4 (1:1) | Brescia                                                   | Arena Garibaldi, Pisa                                      |                                                            |
| 17:45               | - Masucci 20' | Reporte   | - Nicolás 11' (a.g.) - Ayé 61' - Ndoj 72' - Bianchi 90+4' | Asistencia: 3.884 espectadores Árbitro(s): Matteo Gariglio | Asistencia: 3.884 espectadores Árbitro(s): Matteo Gariglio |

| 6 de agosto de 2022 | Spezia                                                                 | 5:1 (1:0) | Como         | Stadio Alberto Picco, La Spezia                                 |                                                                 |
| 18:00               | - Nzola 43', 76' (pen.) - Verde 60' (pen.) - Strelec 71' - Maldini 89' | Reporte   | - Blanco 55' | Asistencia: 5.826 espectadores Árbitro(s): Francesco Meraviglia | Asistencia: 5.826 espectadores Árbitro(s): Francesco Meraviglia |

| 6 de agosto de 2022 | - Empoli        | 1:2 (1:1, 0:0) (t. s.) | S.P.A.L.                      | Stadio Carlo Castellani, Empoli                         |                                                         |
| 21:00               | - Cambiaghi 80' | Reporte                | - Dickmann 82' - Arena 120+1' | Asistencia: 1.155 espectadores Árbitro(s): Manuel Volpi | Asistencia: 1.155 espectadores Árbitro(s): Manuel Volpi |

| 6 de agosto de 2022 | Torino                                   | 3:0 (0:0) | Palermo | Stadio Olimpico Grande Torino, Turín                       |                                                            |
| 21:15               | - Lukić 54' - Radonjić 73' - Pelleri 79' | Reporte   |         | Asistencia: 6.803 espectadores Árbitro(s): Davide Ghersini | Asistencia: 6.803 espectadores Árbitro(s): Davide Ghersini |

| 7 de agosto de 2022 | Venezia               | 2:3 (0:1) | Ascoli                                      | Stadio Pier Luigi Penzo, Venecia                           |                                                            |
| 17:45               | - Mikaelsson 88', 89' | Reporte   | - Šarić 35' - Falzerano 70' - Fontana 90+1' | Asistencia: 2.018 espectadores Árbitro(s): Daniele Paterna | Asistencia: 2.018 espectadores Árbitro(s): Daniele Paterna |

| 7 de agosto de 2022 | Hellas Verona | 1:4 (1:2) | Bari                                             | Stadio Marcantoni Bentegodi, Verona                       |                                                           |
| 18:00               | - Lasagna 16' | Reporte   | - Folorunsho 30' - Cheddira 44', 53' (pen.), 78' | Asistencia: 6.576 espectadores Árbitro(s): Niccolò Baroni | Asistencia: 6.576 espectadores Árbitro(s): Niccolò Baroni |

| 7 de agosto de 2022 | Salernitana | 0:2 (0:0) | Parma                      | Stadio Arechi, Salerno                                     |                                                            |
| 21:00               |             | Reporte   | - Camara 59' - Mihăilă 74' | Asistencia: 10.205 espectadores Árbitro(s): Ivano Pezzutto | Asistencia: 10.205 espectadores Árbitro(s): Ivano Pezzutto |

| 7 de agosto de 2022 | Monza                                                   | 3:2 (2:0) | Frosinone                | Stadio Brianteo, Monza                                 |                                                        |
| 21:15               | - Valoti 25' (pen.) - Caprari 43' (pen.) - Gytkjaer 84' | Reporte   | - Haouidi 53' - Kone 56' | Asistencia: 4.432 espectadores Árbitro(s): Marco Serra | Asistencia: 4.432 espectadores Árbitro(s): Marco Serra |

| 8 de agosto de 2022 | Genoa                                    | 3:2 (2:1) | Benevento                  | Stadio Luigi Ferraris, Génova                              |                                                            |
| 17:45               | - Guðmundsson 35', 45' - Coda 64' (pen.) | Reporte   | - Glik 45+3' - Karić 90+5' | Asistencia: 10.366 espectadores Árbitro(s): Andrea Colombo | Asistencia: 10.366 espectadores Árbitro(s): Andrea Colombo |

| 8 de agosto de 2022 | Modena                            | 3:2 (2:1) | Sassuolo                           | Stadio Alberto Braglia, Módena                                |                                                               |
| 18:00               | - Falcinelli 11' - Mosti 30', 52' | Reporte   | - Berardi 45+2' (pen.) - Ayhan 88' | Asistencia: 7.274 espectadores Árbitro(s): Gianluca Aureliano | Asistencia: 7.274 espectadores Árbitro(s): Gianluca Aureliano |

| 8 de agosto de 2022 | Cremonese                                         | 3:2 (2:0) | Ternana Calcio               | Stadio Paolo Mazza, Ferrara                           |                                                       |
| 21:00               | - Bogdan 15' (a.g.) - Okereke 22' - Quagliata 60' | Reporte   | - Rovaglia 54' - Palumbo 57' | Asistencia: 541 espectadores Árbitro(s): Antonio Giua | Asistencia: 541 espectadores Árbitro(s): Antonio Giua |

| 8 de agosto de 2022 | Bologna       | 1:0 (0:0) | Cosenza | Stadio Renato Dall'Ara, Bolonia                              |                                                              |
| 21:15               | - Sansone 65' | Reporte   |         | Asistencia: 10.706 espectadores Árbitro(s): Giacomo Camplone | Asistencia: 10.706 espectadores Árbitro(s): Giacomo Camplone |

## Segunda ronda
Los 16 equipos ganadores de la primera ronda compitieron en la segunda ronda, 8 de los cuales avanzaron a los octavos de final.
| 18 de octubre de 2022 | Genoa                      | 1:0 (1:0) | S.P.A.L. | Stadio Luigi Ferraris, Génova |                             |
| 18:00                 | - Guðmundsson 45+1' (pen.) | Reporte   |          | Árbitro(s): Alberto Santoro   | Árbitro(s): Alberto Santoro |

| 18 de octubre de 2022 | Torino                                                 | 4:0 (1:0) | Cittadella | Stadio Olimpico Grande Torino, Turín                     |                                                          |
| 21:00                 | - Radonjić 21' - Pellegri 55' - Schuurs 76' - Zima 80' | Reporte   |            | Asistencia: 3.297 espectadores Árbitro(s): Ivano Pezzuto | Asistencia: 3.297 espectadores Árbitro(s): Ivano Pezzuto |

| 19 de octubre de 2022 | Spezia                         | 3:1 (1:0) | Brescia       | Stadio Alberto Picco, La Spezia                              |                                                              |
| 15:00                 | - Strelec 20', 86' - Verde 55' | Reporte   | - Moreo 90+3' | Asistencia: 2.500 espectadores Árbitro(s): Federico La Penna | Asistencia: 2.500 espectadores Árbitro(s): Federico La Penna |

| 19 de octubre del 2022 | Parma            | 1:0 (1:0) | Bari | Stadio Ennio Tardini, Parma                            |                                                        |
| 18:00                  | - Benedyczak 29' | Reporte   |      | Asistencia: 4.690 espectadores Árbitro(s): Marco Serra | Asistencia: 4.690 espectadores Árbitro(s): Marco Serra |

| 19 de octubre de 2022 | Udinese          | 2:3 (0:1) | Monza                                   | Stadio Friuli, Údine                                        |                                                             |
| 21:00                 | - Pérez 49', 68' | Reporte   | - Valoti 45' - Molina 70' - Petagna 72' | Asistencia: 5.034 espectadores Árbitro(s): Federico Dionisi | Asistencia: 5.034 espectadores Árbitro(s): Federico Dionisi |

| 20 de octubre de 2022 | Cremonese                                             | 4:2 (2:2, 0:0) (t. s.) | Modena                     | Stadio Giovanni Zini, Cremona                              |                                                            |
| 15:00                 | - Okereke 77' - Afena-Gyan 84' - Sernicola 111', 120' | Reporte                | - Sernicola 89' (pen.) 90' | Asistencia: 2.772 espectadores Árbitro(s): Daniele Paterna | Asistencia: 2.772 espectadores Árbitro(s): Daniele Paterna |

| 20 de octubre del 2022 | Sampdoria                                                                                              | 2:2 (1:1, 1:1) (t. s.)(9:8 p.) | Ascoli | Stadio Luigi Ferraris, Génova                            |                                                          |
| 18:00                  | - Verre 10' - Arena 118'                                                                               | Reporte                        | - Collocolo 33' - Donati 110'                                                                                | Asistencia: 4.738 espectadores Árbitro(s): Luca Zufferli | Asistencia: 4.738 espectadores Árbitro(s): Luca Zufferli |
|                        | | Tiros desde el punto penal     | |                                                          |                                                          |
|                        | - Gabbiadini - Villar - Đuričić - Caputo - Verre - Augello - Conti - Léris - Murru - Ferrari - Contini |                                | - Botteghin - Eramo - Falasco - Gondo - Caligara - Falzerano - Bidaoui - Donati - Quaranta - Tavčar - Guarna |                                                          |                                                          |

| 20 de octubre de 2022 | Bologna            | 1:0 (0:0) | Cagliari | Stadio Renato Dall'Ara, Bolonia                             |                                                             |
| 21:00                 | - Obert 69' (a.g.) | Reporte   |          | Asistencia: 6.400 espectadores Árbitro(s): Giacomo Camplone | Asistencia: 6.400 espectadores Árbitro(s): Giacomo Camplone |

## Fase final

### Cuadro de desarrollo
|  | Octavos de final | Octavos de final |   |            | Cuartos de final | Cuartos de final |  |           | Semifinales | Semifinales | Semifinales | Semifinales |  |            | Final | Final |
|  |                  |                  |   |            |                  |                  |  |           |             |             |             |             |  |            |       |       |
|  | Roma             | 1                |   |            |                  |                  |  |           |             |             |             |             |  |            |       |       |
|  | Genoa            | 0                |   |            |                  |                  |  |           |             |             |             |             |  |            |       |       |
|  | Genoa            | 0                |   | Roma       | 1                |                  |  |           |             |             |             |             |  |            |       |       |
|  |                  |                  |   | Roma       | 1                |                  |  |           |             |             |             |             |  |            |       |       |
|  |                  | Cremonese        | 2 |            |                  |                  |  |           |             |             |             |             |  |            |       |       |
|  | Napoli           | Cremonese        | 2 | 1 (4)      |                  |                  |  |           |             |             |             |             |  |            |       |       |
|  | Napoli           |                  |   | 1 (4)      |                  |                  |  |           |             |             |             |             |  |            |       |       |
|  | Cremonese        | 1 (5)            |   |            |                  |                  |  |           |             |             |             |             |  |            |       |       |
|  | Cremonese        | 1 (5)            |   |            |                  |                  |  | Cremonese | 0           | 0           | 0           |             |  |            |       |       |
|  |                  |                  |   |            |                  |                  |  | Cremonese | 0           | 0           | 0           |             |  |            |       |       |
|  |                  | Fiorentina       | 2 | 0          | 2                |                  |  |           |             |             |             |             |  |            |       |       |
|  | Fiorentina       | Fiorentina       | 2 | 0          | 2                | 1                |  |           |             |             |             |             |  |            |       |       |
|  | Fiorentina       |                  |   |            |                  | 1                |  |           |             |             |             |             |  |            |       |       |
|  | Sampdoria        | 0                |   |            |                  |                  |  |           |             |             |             |             |  |            |       |       |
|  | Sampdoria        | 0                |   | Fiorentina | 1                |                  |  |           |             |             |             |             |  |            |       |       |
|  |                  |                  |   | Fiorentina | 1                |                  |  |           |             |             |             |             |  |            |       |       |
|  |                  | Torino           | 0 |            |                  |                  |  |           |             |             |             |             |  |            |       |       |
|  | Milan            | Torino           | 0 | 0          |                  |                  |  |           |             |             |             |             |  |            |       |       |
|  | Milan            |                  |   | 0          |                  |                  |  |           |             |             |             |             |  |            |       |       |
|  | Torino (t. s.)   | 1                |   |            |                  |                  |  |           |             |             |             |             |  |            |       |       |
|  | Torino (t. s.)   | 1                |   |            |                  |                  |  |           |             |             |             |             |  | Fiorentina | 1     |       |
|  |                  |                  |   |            |                  |                  |  |           |             |             |             |             |  | Fiorentina | 1     |       |
|  |                  | Inter            | 2 |            |                  |                  |  |           |             |             |             |             |  |            |       |       |
|  | Inter (t. s.)    | Inter            | 2 | 2          |                  |                  |  |           |             |             |             |             |  |            |       |       |
|  | Inter (t. s.)    |                  |   | 2          |                  |                  |  |           |             |             |             |             |  |            |       |       |
|  | Parma            | 1                |   |            |                  |                  |  |           |             |             |             |             |  |            |       |       |
|  | Parma            | 1                |   | Inter      | 1                |                  |  |           |             |             |             |             |  |            |       |       |
|  |                  |                  |   | Inter      | 1                |                  |  |           |             |             |             |             |  |            |       |       |
|  |                  | Atalanta         | 0 |            |                  |                  |  |           |             |             |             |             |  |            |       |       |
|  | Atalanta         | Atalanta         | 0 | 5          |                  |                  |  |           |             |             |             |             |  |            |       |       |
|  | Atalanta         |                  |   | 5          |                  |                  |  |           |             |             |             |             |  |            |       |       |
|  | Spezia           | 2                |   |            |                  |                  |  |           |             |             |             |             |  |            |       |       |
|  | Spezia           | 2                |   |            |                  |                  |  | Inter     | 1           | 1           | 2           |             |  |            |       |       |
|  |                  |                  |   |            |                  |                  |  | Inter     | 1           | 1           | 2           |             |  |            |       |       |
|  |                  | Juventus         | 1 | 0          | 1                |                  |  |           |             |             |             |             |  |            |       |       |
|  | Lazio            | Juventus         | 1 | 0          | 1                | 1                |  |           |             |             |             |             |  |            |       |       |
|  | Lazio            |                  |   |            |                  | 1                |  |           |             |             |             |             |  |            |       |       |
|  | Bologna          | 0                |   |            |                  |                  |  |           |             |             |             |             |  |            |       |       |
|  | Bologna          | 0                |   | Lazio      | 0                |                  |  |           |             |             |             |             |  |            |       |       |
|  |                  |                  |   | Lazio      | 0                |                  |  |           |             |             |             |             |  |            |       |       |
|  |                  | Juventus         | 1 |            |                  |                  |  |           |             |             |             |             |  |            |       |       |
|  | Juventus         | Juventus         | 1 | 2          |                  |                  |  |           |             |             |             |             |  |            |       |       |
|  | Juventus         |                  |   | 2          |                  |                  |  |           |             |             |             |             |  |            |       |       |
|  | Monza            | 1                |   |            |                  |                  |  |           |             |             |             |             |  |            |       |       |

- Los horarios corresponden a la hora central europea CET (UTC+1).

### Octavos de final
Los partidos de octavos de final se jugaron entre los ocho ganadores de la segunda ronda y los clubes sembrados 1–8 en la Serie A 2021–22. Los equipos de la Serie B Parma y Genoa fueron los equipos de nivel más bajo en el sorteo.
| 10 de enero de 2023 | Inter de Milán               | 2:1 (1:1, 0:1) (t. s.) | Parma     | Estadio Giuseppe Meazza, Milán                                  |                                                                 |
| 21:00               | - Martínez 88' - Acerbi 110' | Reporte                | Jurić 38' | Asistencia: 40.032 espectadores Árbitro(s): Alessandro Prontera | Asistencia: 40.032 espectadores Árbitro(s): Alessandro Prontera |

| 11 de enero de 2023 | Milan | 0:1 (0:0; 0:0) (t. s.) | Torino       | San Siro, Milán                                             |                                                             |
| 21:00               |       | Reporte                | - Adopo 114' | Asistencia: 58.000 espectadores Árbitro(s): Antonio Rapuano | Asistencia: 58.000 espectadores Árbitro(s): Antonio Rapuano |

| 12 de enero de 2023 | Fiorentina  | 1:0 (1:0) | Sampdoria | Estadio Artemio Franchi, Florencia                          |                                                             |
| 18:00               | - Barak 25' | Reporte   |           | Asistencia: 10.496 espectadores Árbitro(s): Daniele Paterna | Asistencia: 10.496 espectadores Árbitro(s): Daniele Paterna |

| 12 de enero de 2023 | Roma         | 1:0 (0:0) | Genoa | Estadio Olímpico, Roma                                        |                                                               |
| 21:00               | - Dybala 64' | Reporte   |       | Asistencia: 60.000 espectadores Árbitro(s): Ermanno Feliciani | Asistencia: 60.000 espectadores Árbitro(s): Ermanno Feliciani |

| 17 de enero de 2023 | Napoli                                               | 2:2 (2:2, 2:1) (t. s.)(4:5 p.) | Cremonese                                              | Estadio Diego Armando Maradona, Nápoles                             |                                                                     |
| 21:00               | - Jesus 33' - Simeone 36'                            | Reporte                        | - Pickel 18' - Afena-Gyan 87'                          | Asistencia: 32.000 espectadores Árbitra: Maria Sole Ferrieri Caputi | Asistencia: 32.000 espectadores Árbitra: Maria Sole Ferrieri Caputi |
|                     |                                                      | Tiros desde el punto penal     |                                                        |                                                                     |                                                                     |
|                     | - Politano - Simeone - Zieliński - Lobotka - Osimhen |                                | - Vásquez - Buonaiuto - Tsadjout - Valeri - Afena-Gyan |                                                                     |                                                                     |

| 19 de enero de 2023 | Atalanta                                                            | 5:2 (3:2) | Spezia                  | Gewiss Stadium, Bérgamo                                   |                                                           |
| 15:00               | - Lookman 10', 12' - Hateboer 26' - Højlund 72' - Ampadu 90' (a.g.) | Reporte   | - Ekdal 14' - Verde 38' | Asistencia: 7.483 espectadores Árbitro(s): Andrea Colombo | Asistencia: 7.483 espectadores Árbitro(s): Andrea Colombo |

| 19 de enero de 2023 | Lazio                 | 1:0 (1:0) | Bologna | Estadio Olimpico, Roma                                     |                                                            |
| 15:00               | - Felipe Anderson 33' | Reporte   |         | Asistencia: 30.000 espectadores Árbitro(s): Niccolo Baroni | Asistencia: 30.000 espectadores Árbitro(s): Niccolo Baroni |

| 19 de enero de 2023 | Juventus               | 2:1 (1:1) | Monza        | Juventus Stadium, Turín                                   |                                                           |
| 21:00               | - Kean 8' - Chiesa 78' | Reporte   | - Valoti 24' | Asistencia: 25.190 espectadores Árbitro(s): Ivano Pezzuto | Asistencia: 25.190 espectadores Árbitro(s): Ivano Pezzuto |

### Cuartos de final
Los partidos fueron disputados por los ocho ganadores de la ronda anterior.
| 31 de enero de 2023 | Inter de Milán | 1:0 (0:0) | Atalanta | Estadio Giuseppe Meazza, Milán                             |                                                            |
| 21:00               | - Darmian 57'  | Reporte   |          | Asistencia: 49.515 espectadores Árbitro(s): Daniele Chiffi | Asistencia: 49.515 espectadores Árbitro(s): Daniele Chiffi |

| 1 de febrero de 2023 | Fiorentina              | 2:1 (0:0) | Torino        | Estadio Artemio Franchi, Florencia                         |                                                            |
| 18:00                | - Jović 65' - Ikoné 90' | Reporte   | Karamoh 90+3' | Asistencia: 18.600 espectadores Árbitro(s): Daniele Doveri | Asistencia: 18.600 espectadores Árbitro(s): Daniele Doveri |

| 1 de febrero de 2023 | Roma          | 1:2 (0:1) | Cremonese                               | Estadio Olímpico, Roma                                     |                                                            |
| 21:00                | Belotti 90+4' | Reporte   | - Dessers 28' (pen.) - Çelik 49' (a.g.) | Asistencia: 60.657 espectadores Árbitro(s): Michael Fabbri | Asistencia: 60.657 espectadores Árbitro(s): Michael Fabbri |

| 2 de febrero de 2023 | Juventus   | 1:0 (1:0) | Lazio | Juventus Stadium, Turín                                   |                                                           |
| 21:00                | Bremer 44' | Reporte   |       | Asistencia: 21.581 espectadores Árbitro(s): Fabio Maresca | Asistencia: 21.581 espectadores Árbitro(s): Fabio Maresca |

### Semifinales
Las semifinales, que tienen formato de ida y vuelta, se jugaron entre los clubes que avanzaron desde los cuartos de final.
| Ida; 4 de abril de 2023 | Juventus     | 1:1 (0:0) | Inter de Milán      | Juventus Stadium, Turín                                  |                                                          |
| 21:00                   | Cuadrado 83' | Reporte   | Lukaku 90+5' (pen.) | Asistencia: 39.021 espectadores Árbitro(s): Davide Massa | Asistencia: 39.021 espectadores Árbitro(s): Davide Massa |

| Vuelta; 26 de abril de 2023 | Inter de Milán | 1:0 (1:0) | Juventus | Estadio Giuseppe Meazza, Milán                             |                                                            |
| 21:00                       | Dimarco 15'    | Reporte   |          | Asistencia: 75.491 espectadores Árbitro(s): Daniele Doveri | Asistencia: 75.491 espectadores Árbitro(s): Daniele Doveri |

| Ida; 5 de abril de 2023 | Cremonese | 0:2 (0:1) | Fiorentina                         | Estadio Giovanni Zini, Cremona                               |                                                              |
| 21:00                   |           | Reporte   | - Cabral 20' - González 75' (pen.) | Asistencia: 13.952 espectadores Árbitro(s): Maurizio Mariani | Asistencia: 13.952 espectadores Árbitro(s): Maurizio Mariani |

| Vuelta; 27 de abril de 2023 | Fiorentina | 0:0     | Cremonese | Estadio Artemio Franchi, Florencia                          |                                                             |
| 21:00                       |            | Reporte |           | Asistencia: 31.131 espectadores Árbitro(s): Livio Marinelli | Asistencia: 31.131 espectadores Árbitro(s): Livio Marinelli |

### Final
| 24 de mayo de 2023 | Fiorentina  | 1:2 (1:2) | Inter de Milán    | Estadio Olímpico, Roma                                          |                                                                 |
| 21:00              | González 3' | Reporte   | Martínez 29', 37' | Asistencia: 73.261 espectadores Árbitro(s): Massimiliano Irrati | Asistencia: 73.261 espectadores Árbitro(s): Massimiliano Irrati |

| 1          | Guardameta     | Pietro Terracciano    |     |
| 2          | Defensa        | Dodô                  | 82' |
| 28         | Defensa        | Lucas Martínez Quarta | 70' |
| 4          | Defensa        | Nikola Milenković     |     |
| 3          | Defensa        | Cristiano Biraghi     |     |
| 34         | Centrocampista | Sofyan Amrabat        | 70' |
| 5          | Centrocampista | Giacomo Bonaventura   |     |
| 11         | Centrocampista | Jonathan Ikoné        | 60' |
| 10         | Centrocampista | Gaetano Castrovilli   | 60' |
| 22         | Delantero      | Nicolás González      |     |
| 9          | Delantero      | Arthur Cabral         |     |
| Entrenador | Entrenador     | Vincenzo Italiano     |     |

| 1          | Guardameta     | Samir Handanović   |     |
| 36         | Defensa        | Matteo Darmian     |     |
| 15         | Defensa        | Francesco Acerbi   |     |
| 95         | Defensa        | Alessandro Bastoni | 58' |
| 2          | Defensa        | Denzel Dumfries    |     |
| 77         | Centrocampista | Marcelo Brozović   |     |
| 23         | Centrocampista | Nicolò Barella     |     |
| 20         | Centrocampista | Hakan Çalhanoğlu   | 83' |
| 32         | Centrocampista | Federico Dimarco   | 68' |
| 10         | Delantero      | Lautaro Martínez   | 83' |
| 9          | Delantero      | Edin Džeko         | 58' |
| Entrenador | Entrenador     | Simone Inzaghi     |     |

| 38 | Centrocampista | Rolando Mandragora | 60' |
| 33 | Delantero      | Riccardo Sottil    | 60' |
| 16 | Defensa        | Luca Ranieri       | 70' |
| 7  | Delantero      | Luka Jović         | 70' |
| 15 | Defensa        | Aleksa Terzić      | 82' |

| 6  | Defensa        | Stefan de Vrij      | 58' |
| 90 | Delantero      | Romelu Lukaku       | 58' |
| 8  | Centrocampista | Robin Gosens        | 68' |
| 5  | Centrocampista | Roberto Gagliardini | 83' |
| 11 | Delantero      | Joaquín Correa      | 83' |

| Anotado | 3' | Nicolás González | 1–0 |

| Anotado | 29' | Lautaro Martínez | 1–1 |
| Anotado | 37' | Lautaro Martínez | 1–2 |

| Amonestado | 54' | Lucas Martínez Quarta |
| Amonestado | 90' | Nicolás González      |

| Amonestado | 53' | Alessandro Bastoni |

| Árbitro       | Massimiliano Irrati  |
| Asistentes    | Ciro Carbone         |
| Asistentes    | Alessandro Lo Cicero |
| Cuarto        | Michael Fabbri       |
| VAR           | Paolo Mazzoleni      |
| Asistente VAR | Valerio Marini       |

| 1          | Guardameta     | Pietro Terracciano    |     |
| 2          | Defensa        | Dodô                  | 82' |
| 28         | Defensa        | Lucas Martínez Quarta | 70' |
| 4          | Defensa        | Nikola Milenković     |     |
| 3          | Defensa        | Cristiano Biraghi     |     |
| 34         | Centrocampista | Sofyan Amrabat        | 70' |
| 5          | Centrocampista | Giacomo Bonaventura   |     |
| 11         | Centrocampista | Jonathan Ikoné        | 60' |
| 10         | Centrocampista | Gaetano Castrovilli   | 60' |
| 22         | Delantero      | Nicolás González      |     |
| 9          | Delantero      | Arthur Cabral         |     |
| Entrenador | Entrenador     | Vincenzo Italiano     |     |

| 1          | Guardameta     | Samir Handanović   |     |
| 36         | Defensa        | Matteo Darmian     |     |
| 15         | Defensa        | Francesco Acerbi   |     |
| 95         | Defensa        | Alessandro Bastoni | 58' |
| 2          | Defensa        | Denzel Dumfries    |     |
| 77         | Centrocampista | Marcelo Brozović   |     |
| 23         | Centrocampista | Nicolò Barella     |     |
| 20         | Centrocampista | Hakan Çalhanoğlu   | 83' |
| 32         | Centrocampista | Federico Dimarco   | 68' |
| 10         | Delantero      | Lautaro Martínez   | 83' |
| 9          | Delantero      | Edin Džeko         | 58' |
| Entrenador | Entrenador     | Simone Inzaghi     |     |

| 38 | Centrocampista | Rolando Mandragora | 60' |
| 33 | Delantero      | Riccardo Sottil    | 60' |
| 16 | Defensa        | Luca Ranieri       | 70' |
| 7  | Delantero      | Luka Jović         | 70' |
| 15 | Defensa        | Aleksa Terzić      | 82' |

| 6  | Defensa        | Stefan de Vrij      | 58' |
| 90 | Delantero      | Romelu Lukaku       | 58' |
| 8  | Centrocampista | Robin Gosens        | 68' |
| 5  | Centrocampista | Roberto Gagliardini | 83' |
| 11 | Delantero      | Joaquín Correa      | 83' |

| Anotado | 3' | Nicolás González | 1–0 |

| Anotado | 29' | Lautaro Martínez | 1–1 |
| Anotado | 37' | Lautaro Martínez | 1–2 |

| Amonestado | 54' | Lucas Martínez Quarta |
| Amonestado | 90' | Nicolás González      |

| Amonestado | 53' | Alessandro Bastoni |

| Árbitro       | Massimiliano Irrati  |
| Asistentes    | Ciro Carbone         |
| Asistentes    | Alessandro Lo Cicero |
| Cuarto        | Michael Fabbri       |
| VAR           | Paolo Mazzoleni      |
| Asistente VAR | Valerio Marini       |

|                |
|                |
| Campeón        |
| Internazionale |
| 9.° título     |

## Goleadores
| Jugador            | Club           | Goles |
| ------------------ | -------------- | ----- |
| Walid Cheddira     | Bari           | 5     |
| Mattia Valoti      | Monza          | 3     |
| Albert Guðmundsson | Genoa          | 3     |
| Davide Diaw        | Modena         | 3     |
| Matteo Brunori     | Palermo        | 3     |
| Daniele Verde      | Spezia         | 3     |
| Lautaro Martínez   | Internazionale | 3     |
| Luca Siligardi     | Feralpisalò    | 3     |
| David Strelec      | Spezia         | 3     |
| Nicolás González   | Fiorentina     | 2     |
| Nemanja Radonjić   | Torino         | 2     |
| M'Bala Nzola       | Spezia         | 2     |
| David Okereke      | Cremonese      | 2     |
| Nehuén Pérez       | Udinese        | 2     |